# Passiflora tessmannii
Passiflora tessmannii är en passionsblomsväxtart som beskrevs av Hermann August Theodor Harms. Passiflora tessmannii ingår i släktet passionsblommor, och familjen passionsblomsväxter. Inga underarter finns listade i Catalogue of Life.